# Manopiano
Singles de Erina Mano
Lucky Aura
(2008)
Manopiano (マノピアノ) est le 1er single "indépendant" de la chanteuse japonaise Erina Mano (真野恵里菜), sorti le 29 juin 2008 au Japon dans le cadre du Hello! Project.

## Présentation
C'est le premier d'une série de trois singles produits "en indépendant" par la maison de disques Up-Front Works pour lancer cette nouvelle artiste. Il a été commercialisé uniquement dans la chaîne de magasins de disques Tower Records, en plus de ventes directes par internet et par courrier. L'unique chanson du single est écrite et composée par KAN, et est produite et arrangée par Taisei. Elle figurera dans une version remaniée sur l'album Friends qui sortira fin 2009.

## Liste des titres
1. Manopiano (マノピアノ?) – 03:56
2. Manopiano (Instrumental) (マノピアノ…?)  – 03:52